# U-21-Fußball-Europameisterschaft 2023/Gruppe B
| Pl. | Land     | Sp. | S | U | N | Tore    | Diff. | Punkte |
| --- | -------- | --- | - | - | - | ------- | ----- | ------ |
| 1.  | Spanien  | 3   | 2 | 1 | 0 | 006:200 | +4    | 07     |
| 2.  | Ukraine  | 3   | 2 | 1 | 0 | 005:200 | +3    | 07     |
| 3.  | Kroatien | 3   | 0 | 1 | 2 | 000:300 | −3    | 01     |
| 4.  | Rumänien | 3   | 0 | 1 | 2 | 000:400 | −4    | 01     |

Gruppe B der U-21-Fußball-Europameisterschaft 2023:

## Ukraine – Kroatien 2:0 (1:0)
| Ukraine                                                                         | Ukraine | Kroatien | Kroatien |
| ------------------------------------------------------------------------------- | --- | --- | -------- |
| Ukraine                                                                         | \| 1. Spieltag \| \| 21. Juni um 19:00 Uhr (18:00 Uhr MESZ) in Bukarest (Stadionul Rapid – Giulești) \| \| Ergebnis: 2:0 (1:0) \| \| Zuschauer: 1.677 \| \| Schiedsrichter: Mohammed al-Hakim ( Schweden) \| \| Spielbericht \| | \| 1. Spieltag \| \| 21. Juni um 19:00 Uhr (18:00 Uhr MESZ) in Bukarest (Stadionul Rapid – Giulești) \| \| Ergebnis: 2:0 (1:0) \| \| Zuschauer: 1.677 \| \| Schiedsrichter: Mohammed al-Hakim ( Schweden) \| \| Spielbericht \|                                                                      | Kroatien |
| Ukraine                                                                         | Anatolij Trubin – Oleksij Sytsch, Arsenij Batahow, Maksym Talowjerow, Kostjantyn Wiwtscharenko – Artem Bondarenko , Wolodymyr Braschko (83. Iwan Schelisko) – Oleksij Kaschtschuk (71. Bohdan Wjunnyk), Dmytro Kryskiw (71. Oleh Otscheretko), Maksym Braharu (62. Oleksandr Nasarenko) – Danylo Sikan (83. Heorhij Sudakow) Cheftrainer: Ruslan Rotan | Dominik Kotarski – Niko Sigur, Bartol Franjić , Mauro Perković, David Čolina (58. Luka Stojković) – Marko Bulat, Jurica Pršir (84. Veldin Hodža), Lukas Kačavenda (57. Michele Šego) – Martin Baturina – Dion Beljo (84. Roko Šimić), Matija Frigan (73. Gabriel Vidović) Cheftrainer: Dragan Skočić | Kroatien |
| Ukraine                                                                         | 1:0 Kaschtschuk (19.) 2:0 Sikan (48.) | | Kroatien |
| Ukraine                                                                         | Kačavenda (16.), Stojković (82.) | | Kroatien |
| 1. Spieltag                                                                     | | |          |
| 21. Juni um 19:00 Uhr (18:00 Uhr MESZ) in Bukarest (Stadionul Rapid – Giulești) | | |          |
| Ergebnis: 2:0 (1:0)                                                             | | |          |
| Zuschauer: 1.677                                                                | | |          |
| Schiedsrichter: Mohammed al-Hakim ( Schweden)                                   | | |          |
| Spielbericht                                                                    | | |          |

## Rumänien – Spanien 0:3 (0:0)
| Rumänien                                                              | Rumänien | Spanien | Spanien |
| --------------------------------------------------------------------- | --- | --- | ------- |
| Rumänien                                                              | \| 1. Spieltag \| \| 21. Juni um 21:45 Uhr (20:45 Uhr MESZ) in Bukarest (Stadionul Steaua) \| \| Ergebnis: 0:3 (0:0) \| \| Zuschauer: 21.227 \| \| Schiedsrichter: Erik Lambrechts ( Belgien) \| \| Spielbericht \|                                                                                          | \| 1. Spieltag \| \| 21. Juni um 21:45 Uhr (20:45 Uhr MESZ) in Bukarest (Stadionul Steaua) \| \| Ergebnis: 0:3 (0:0) \| \| Zuschauer: 21.227 \| \| Schiedsrichter: Erik Lambrechts ( Belgien) \| \| Spielbericht \|                                                            | Spanien |
| Rumänien                                                              | Mihai Popa – Alexandru Pantea, Bogdan Racovițan , Victor Dican, Andrei Borza – Alexandru Ișfan (85. Valentin Țicu), Dragoș Albu, Alexi Pitu (65. Mihai Lixandru) – Louis Munteanu (72. Adrian Mazilu), Daniel Bîrligea (65. Jovan Marković), Octavian Popescu (65. Claudiu Petrila) Cheftrainer: Emil Săndoi | Arnau Tenas – Arnau Martínez (46. Víctor Gómez), Aitor Paredes, Jon Pacheco, Juan Miranda – Antonio Blanco, Álex Baena (74. Gabri Veiga) – Rodri (81. Rodrigo Riquelme), Oihan Sancet (74. Aimar Oroz), Sergio Gómez – Abel Ruiz (86. Sergio Camello) Cheftrainer: Santi Denia | Spanien |
| Rumänien                                                              | 0:1 Baena (55.) 0:2 Miranda (62.) 0:3 S. Gómez (90.+5') | | Spanien |
| Rumänien                                                              | Dican (73.), Țicu (90.+1') | Pacheco (19.), Baena (69.) | Spanien |
| 1. Spieltag                                                           | | |         |
| 21. Juni um 21:45 Uhr (20:45 Uhr MESZ) in Bukarest (Stadionul Steaua) | | |         |
| Ergebnis: 0:3 (0:0)                                                   | | |         |
| Zuschauer: 21.227                                                     | | |         |
| Schiedsrichter: Erik Lambrechts ( Belgien)                            | | |         |
| Spielbericht                                                          | | |         |

## Rumänien – Ukraine 0:1 (0:0)
| Rumänien                                                              | Rumänien | Ukraine | Ukraine |
| --------------------------------------------------------------------- | --- | --- | ------- |
| Rumänien                                                              | \| 2. Spieltag \| \| 24. Juni um 19:00 Uhr (18:00 Uhr MESZ) in Bukarest (Stadionul Steaua) \| \| Ergebnis: 0:1 (0:0) \| \| Zuschauer: 14.309 \| \| Schiedsrichter: Morten Krogh ( Dänemark) \| \| Spielbericht \| | \| 2. Spieltag \| \| 24. Juni um 19:00 Uhr (18:00 Uhr MESZ) in Bukarest (Stadionul Steaua) \| \| Ergebnis: 0:1 (0:0) \| \| Zuschauer: 14.309 \| \| Schiedsrichter: Morten Krogh ( Dänemark) \| \| Spielbericht \| | Ukraine |
| Rumänien                                                              | Ștefan Târnovanu – Alexandru Pantea, Bogdan Racovițan, Victor Dican, Valentin Țicu – Mihai Lixandru (82. Vlad Pop), Vladimir Screciu (82. George Cîmpanu) – Alexandru Ișfan, Louis Munteanu (57. Dragoș Albu), Claudiu Petrila (57. Octavian Popescu) – Jovan Marković (68. Daniel Bîrligea) Cheftrainer: Emil Săndoi | Anatolij Trubin – Oleksij Sytsch, Arsenij Batahow, Maksym Talowjerow, Kostjantyn Wiwtscharenko – Artem Bondarenko (86. Oleh Otscheretko), Wolodymyr Braschko (86. Iwan Schelisko) – Oleksij Kaschtschuk (77. Bohdan Wjunnyk), Heorhij Sudakow, Dmytro Kryskiw (68. Maksym Braharu) – Danylo Sikan (68. Wladyslaw Wanat) Cheftrainer: Ruslan Rotan | Ukraine |
| Rumänien                                                              | 0:1 Dican (89., Eigentor) | | Ukraine |
| Rumänien                                                              | Lixandru (13.), Petrila (30.), Racovițan (90.+1'), Albu (90.+1'), Dumitrescu (90.+4') | | Ukraine |
| Rumänien                                                              | Wanat (90.+2') | | Ukraine |
| 2. Spieltag                                                           | | |         |
| 24. Juni um 19:00 Uhr (18:00 Uhr MESZ) in Bukarest (Stadionul Steaua) | | |         |
| Ergebnis: 0:1 (0:0)                                                   | | |         |
| Zuschauer: 14.309                                                     | | |         |
| Schiedsrichter: Morten Krogh ( Dänemark)                              | | |         |
| Spielbericht                                                          | | |         |

## Spanien – Kroatien  1:0 (1:0)
| Spanien                                                                         | Spanien | Kroatien | Kroatien |
| ------------------------------------------------------------------------------- | --- | --- | -------- |
| Spanien                                                                         | \| 2. Spieltag \| \| 24. Juni um 21:45 Uhr (20:45 Uhr MESZ) in Bukarest (Stadionul Rapid – Giulești) \| \| Ergebnis: 1:0 (1:0) \| \| Zuschauer: 2.921 \| \| Schiedsrichter: Allard Lindhout ( Niederlande) \| \| Spielbericht \|                                                  | \| 2. Spieltag \| \| 24. Juni um 21:45 Uhr (20:45 Uhr MESZ) in Bukarest (Stadionul Rapid – Giulești) \| \| Ergebnis: 1:0 (1:0) \| \| Zuschauer: 2.921 \| \| Schiedsrichter: Allard Lindhout ( Niederlande) \| \| Spielbericht \|                                                                          | Kroatien |
| Spanien                                                                         | Arnau Tenas – Víctor Gómez, Aitor Paredes, Jon Pacheco, Juan Miranda – Álex Baena (73. Sergio Camello), Antonio Blanco (90.+1' Mario Gila) – Oihan Sancet (62. Gabri Veiga) – Rodri (90.+1' Ander Barrenetxea), Abel Ruiz (73. Aimar Oroz), Sergio Gómez Cheftrainer: Santi Denia | Dominik Kotarski – Niko Sigur, Bartol Franjić (80. Niko Galešić), Mauro Perković, Krešimir Krizmanić (73. David Čolina) – Michele Šego (46. Luka Stojković), Martin Baturina, Marko Bulat, Jurica Pršir (73. Ante Palaversa), Matija Frigan – Dion Beljo (46. Lukas Kačavenda) Cheftrainer: Dragan Skočić | Kroatien |
| Spanien                                                                         | 1:0 Ruiz (1.) | | Kroatien |
| Spanien                                                                         | Frigan (13.), Šego (34.), Stojković (60.) | | Kroatien |
| 2. Spieltag                                                                     | | |          |
| 24. Juni um 21:45 Uhr (20:45 Uhr MESZ) in Bukarest (Stadionul Rapid – Giulești) | | |          |
| Ergebnis: 1:0 (1:0)                                                             | | |          |
| Zuschauer: 2.921                                                                | | |          |
| Schiedsrichter: Allard Lindhout ( Niederlande)                                  | | |          |
| Spielbericht                                                                    | | |          |

## Kroatien – Rumänien 0:0
| Kroatien                                                              | Kroatien | Rumänien | Rumänien |
| --------------------------------------------------------------------- | --- | --- | -------- |
| Kroatien                                                              | \| 3. Spieltag \| \| 27. Juni um 21:45 Uhr (20:45 Uhr MESZ) in Bukarest (Stadionul Steaua) \| \| Ergebnis: 0:0 \| \| Zuschauer: 7.816 \| \| Schiedsrichter: João Pinheiro ( Portugal) \| \| Spielbericht \|                                                                                     | \| 3. Spieltag \| \| 27. Juni um 21:45 Uhr (20:45 Uhr MESZ) in Bukarest (Stadionul Steaua) \| \| Ergebnis: 0:0 \| \| Zuschauer: 7.816 \| \| Schiedsrichter: João Pinheiro ( Portugal) \| \| Spielbericht \|                                                                                          | Rumänien |
| Kroatien                                                              | Ivor Pandur – Niko Sigur, Bartol Franjić (46. Niko Galešić), Mauro Perković, Krešimir Krizmanić – Gabriel Vidović (68. Michele Šego), Veldin Hodža (46. Jurica Pršir), Marko Bulat (79. Ante Palaversa), Martin Baturina – Matija Frigan, Dion Beljo (68. Toni Fruk) Cheftrainer: Dragan Skočić | Ștefan Târnovanu – Alexandru Pantea, Bogdan Racovițan , Victor Dican, Valentin Țicu – Dragoș Albu, Louis Munteanu (74. Adrian Mazilu), Mihai Lixandru – Alexandru Ișfan (89. David Miculescu), Jovan Marković (46. Daniel Bîrligea), Octavian Popescu (60. Claudiu Petrila) Cheftrainer: Emil Săndoi | Rumänien |
| Kroatien                                                              | Hodža (21.), Sigur (33.), Franjić (35.), Baturina (70.), Perković (86.) | Popescu (24.) | Rumänien |
| 3. Spieltag                                                           | | |          |
| 27. Juni um 21:45 Uhr (20:45 Uhr MESZ) in Bukarest (Stadionul Steaua) | | |          |
| Ergebnis: 0:0                                                         | | |          |
| Zuschauer: 7.816                                                      | | |          |
| Schiedsrichter: João Pinheiro ( Portugal)                             | | |          |
| Spielbericht                                                          | | |          |

## Spanien – Ukraine 2:2 (0:1)
| Spanien                                                                         | Spanien | Ukraine | Ukraine |
| ------------------------------------------------------------------------------- | --- | --- | ------- |
| Spanien                                                                         | \| 3. Spieltag \| \| 27. Juni um 21:45 Uhr (20:45 Uhr MESZ) in Bukarest (Stadionul Rapid – Giulești) \| \| Ergebnis: 2:2 (0:1) \| \| Zuschauer: 2.027 \| \| Schiedsrichter: Donatas Rumšas ( Litauen) \| \| Spielbericht \|                                                                  | \| 3. Spieltag \| \| 27. Juni um 21:45 Uhr (20:45 Uhr MESZ) in Bukarest (Stadionul Rapid – Giulești) \| \| Ergebnis: 2:2 (0:1) \| \| Zuschauer: 2.027 \| \| Schiedsrichter: Donatas Rumšas ( Litauen) \| \| Spielbericht \| | Ukraine |
| Spanien                                                                         | Julen Agirrezabala (46. Leo Román) – Arnau Martínez, Hugo Guillamón , Mario Gila, Manu Sánchez – Adrián Bernabé (82. Gabri Veiga), Oihan Sancet (63. Abel Ruiz) – Ander Barrenetxea (73. Rodri), Aimar Oroz, Rodrigo Riquelme – Sergio Camello (63. Antonio Blanco) Cheftrainer: Santi Denia | Ruslan Neschtscheret – Rostyslaw Ljach, Wolodymyr Saljuk, Oleksandr Syrota , Kostjantyn Wiwtscharenko (46. Oleksij Sytsch) – Oleh Otscheretko (73. Heorhij Sudakow), Iwan Schelisko – Oleksandr Nasarenko (73. Danylo Sikan), Dmytro Kryskiw (63. Wolodymyr Braschko), Maksym Braharu (63. Oleksij Kaschtschuk) – Bohdan Wjunnyk Cheftrainer: Ruslan Rotan | Ukraine |
| Spanien                                                                         | 1:1 Schelisko (49., Eigentor) 2:2 Ruiz (90.) | 0:1 Wjunnyk (43.) 1:2 Sudakow (81., Foulelfmeter) | Ukraine |
| Spanien                                                                         | Kryskiw (7.) | | Ukraine |
| 3. Spieltag                                                                     | | |         |
| 27. Juni um 21:45 Uhr (20:45 Uhr MESZ) in Bukarest (Stadionul Rapid – Giulești) | | |         |
| Ergebnis: 2:2 (0:1)                                                             | | |         |
| Zuschauer: 2.027                                                                | | |         |
| Schiedsrichter: Donatas Rumšas ( Litauen)                                       | | |         |
| Spielbericht                                                                    | | |         |